# اسلوتن، فریسلاند
اسلوتن، فریسلاند (به هلندی: Sloten) یک منطقهٔ مسکونی در هلند است که در Gaasterlân-Sleat واقع شده‌است. اسلوتن c٫۷۶۰ نفر جمعیت دارد.

## نگارخانه

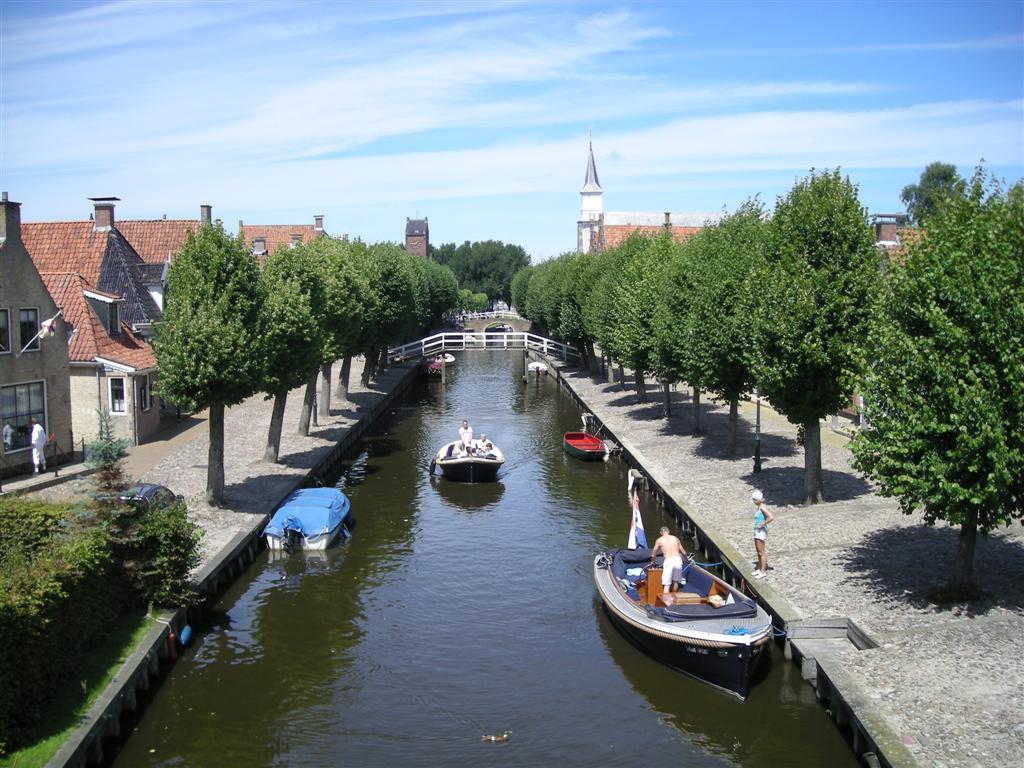
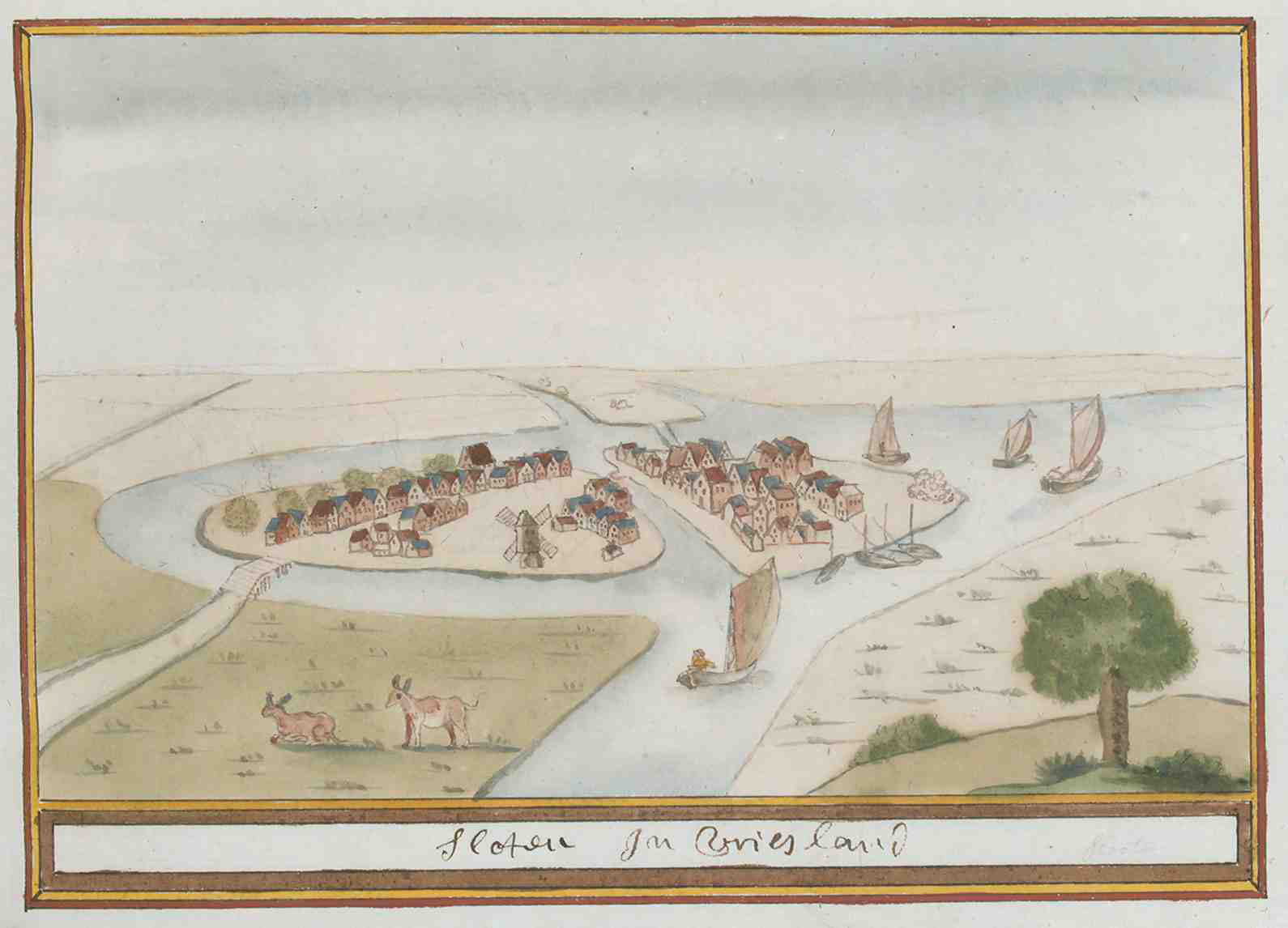